# Punktstokket indigorørhat
Punktstokket indigorørhat er den danske betegnelse for svampearten Neoboletus luridiformis (tidligere kaldt Boletus luridiformis og af visse forfattere Boletus erythropus). Det danske navn var tidligere punktstokket indigo-rørhat (altså med bindestreg).
Hatten er 7-20 centimeter bred, og stokken er 5-15 centimeter høj og op mod 5 centimeter tyk.
Rørene er gule med røde mundinger. Kødet er fast og gulligt, men blåner stærkt ved tryk eller i sneglebid. Stokken har gullig bundfarve og er karakteristisk ved nogle små, tætsiddende røde eller rødlige prikker.

## Voksesteder
Punktstokket indigorørhat danner ektomykorrhiza med både løv- og nåletræer. I månederne august og september finder man oftest svampen i løvskov, mens man i oktober ofte har større held i granplantager og langs med skovveje. I sæsonen er den hyppigt forekommende.

## Kulinarisk værdi
Punktstokket indigorørhat anses for at være en af de mest velsmagende spiselige svampe i Danmark.

## Forvekslingsmuligheder
En mindre behagelig forvekslingsmulighed er den uspiselige satans rørhat, Boletus satanas, som er kendt for at kunne udløse maveforgiftning. Satans rørhat har lerfarvet eller smudsigt hvid hat (ikke mørkbrun som hos punktstokket indigorørhat), og stokken er forsynet med et kraftigt, mørkt net. 